# بنجاربارو
بنجاربارو (بالإنجليزية: Banjarbaru)‏ هي معلم جغرافي تقع في إندونيسيا في كليمنتان الجنوبية. يقدر عدد سكانها بـ 199,359 نسمة ومساحتها 371 كم2 وترتفع عن سطح البحر 23 متر.